# Maison Van den Heede
Pour les articles homonymes, voir Heede.
La Maison Van den Heede est une maison de style Art nouveau réalisée par l'architecte bruxellois Gustave Strauven (1878 - 1919), auteur, entre autres, de la Maison Saint-Cyr, de la Maison Van Dyck ou encore de la Maison Strauven bâtie dans le même quartier.

## Localisation
Cette maison se situe au numéro 4 de la rue de l'Abdication dans le quartier des Squares à Bruxelles.
Dans la même rue, au numéro 31, se trouve la  Maison-atelier du sculpteur Pierre Braecke conçue par Victor Horta.

## Description

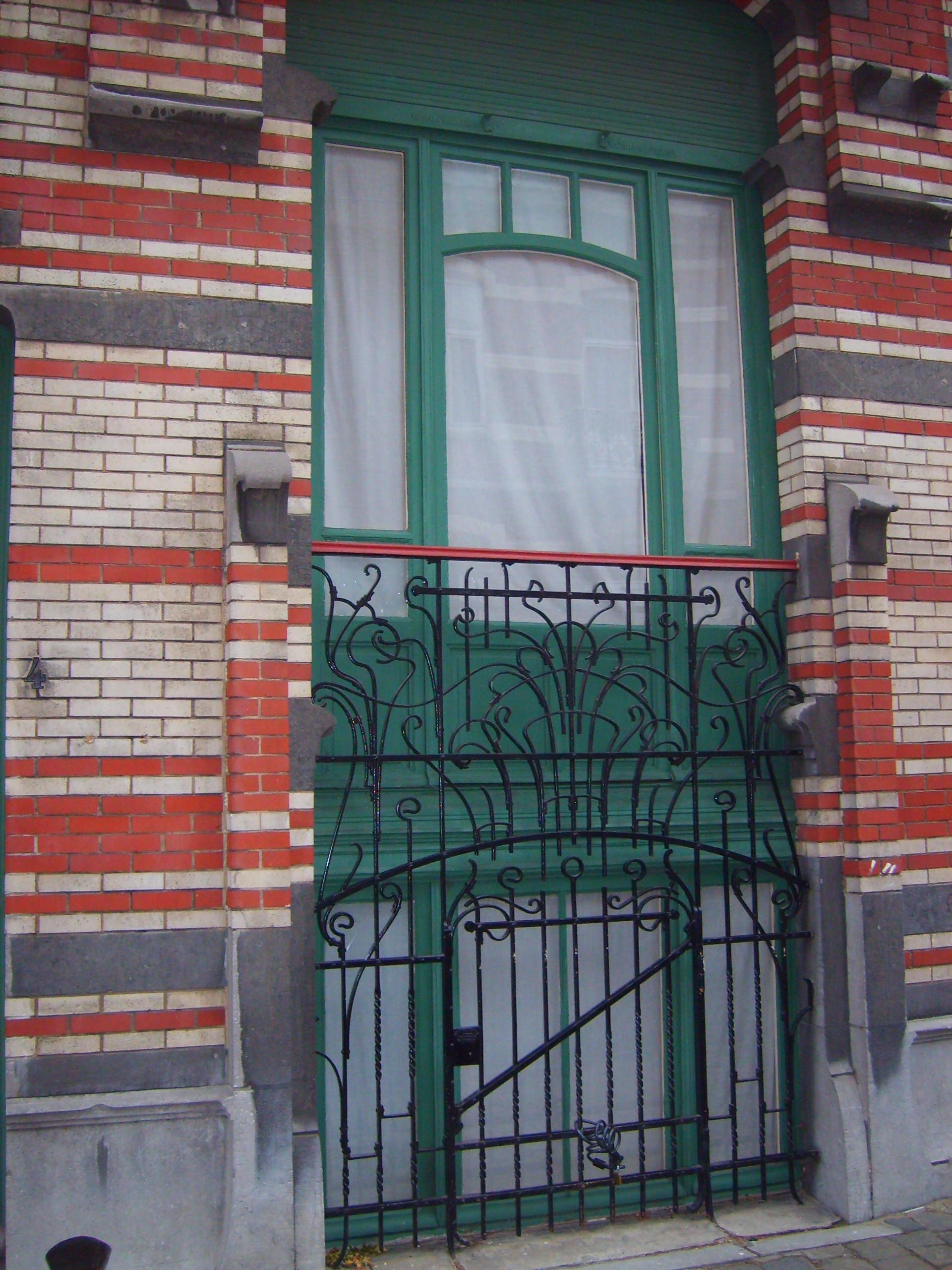
Maison Van den Heede.

Fidèle à son originalité et son exubérance, Gustave Strauven réalise en 1902 une maison où les baies occupent plus des trois quarts de la surface de la façade. On remarque aussi une disproportion importante dans la largeur des deux travées du bâtiment. La petite travée est décalée vers l'intérieur tandis que le soubassement de la travée principale est légèrement incurvé.
Trois matériaux différents, la brique rouge, la brique blanche et la pierre bleue, se succèdent en bandeaux sur toute la façade et impriment à la façade une polychromie bien en rythme où la brique blanche cède progressivement la place à la brique rouge au fur et à mesure de l'élévation du bâtiment. Le dernier étage est mansardé. 
À gauche, la petite travée est entièrement percée en son centre par une succession de baies superposées.
La travée droite possède un rez-de-chaussée d'une hauteur inhabituelle car celui-ci comprend une fenêtre de cave sous la baie principale. Au niveau supérieur, un imposant bow-window occupe la totalité de la travée. Au dernier niveau mansardé, deux arcs-boutants en brique entourent une lucarne et deux pilastres. Des grilles en fer forgé en coup de fouet protègent les baies superposées du rez-de-chaussée et constituent un balcon devant la lucarne au dernier niveau.